# Bud Olsen
Enoch Eli "Bud" Olsen III (Dayton, Ohio, 25 de julio de 1940-Louisville, Kentucky, 12 de marzo de 2018) fue un jugador de baloncesto estadounidense que jugó durante siete temporadas en la NBA, y una más en la ABA. Con 2,03 metros de estatura, lo hacía en la posición de  alero.

## Trayectoria deportiva

### Universidad
Jugó durante cuatro temporadas con los Cardinals de la Universidad de Louisville, en las que promedió 14,9 puntos y 9,5 rebotes por partido. Su promedio de 20,8 puntos en la temporada sénior es la séptima mejor marca de la historia de la universidad. Lideró a su equipo en 1961 llevándolo hasta las semifinales regionales del NCAA, donde cayeron por un punto ante Ohio State.

### Profesional
Fue elegido en la decimoquinta posición del Draft de la NBA de 1962 por Cincinnati Royals, donde jugó tres temporadas como suplente de Wayne Embry. Su mejor temporada fue la 1964-65, la última de ellas, en la que promedió 7,5 puntos y 4,2 rebotes por partido.
Nada más dar comienzo la siguiente temporada fue traspasado a San Francisco Warriors a cambio de Connie Dierking y Art Heyman. Allí tuvo un papel secundario, con apenas 10 minutos por partido en cancha. En su única temporada completa promedió 4,3 puntos y 2,6 rebotes. Al año siguiente entró en el draft de expansión por la incorporación de nuevos equipos a la liga, siendo elegido por Seattle Supersonics. Pasó sin pena ni gliria por los Sonics, jugando en las dos siguientes temporadas en Boston Celtics y Detroit Pistons, pero de manera casi testimonial.
Ya en Kentucky Colonels ficha por los Kentucky Colonels de la ABA, en la que iba a ser su última temporada como profesional, retirándose con 29 años de edad.

## Estadísticas de su carrera en la NBA y la ABA

### Temporada regular
| Temporada | Edad | Equipo                 | Liga  | P   | TIT | MIN  | TC  | TCA | %TC  | 3P  | 3PA | %3P  | TL  | TLA | %TL  | R.OF. | R.DEF. | REB | ASIS | ROB | TAP | PER | FP  | PTS |
| 1962-63   | 22   | Cincinnati Royals      | NBA   | 52  |     | 7.2  | 0.8 | 2.6 | .323 |     |     |      | 0.5 | 0.8 | .692 |       |        | 2.0 | 0.8  |     |     |     | 1.5 | 2.2 |
| 1963-64   | 23   | Cincinnati Royals      | NBA   | 49  |     | 10.5 | 1.7 | 4.3 | .405 |     |     |      | 0.7 | 1.2 | .561 |       |        | 3.0 | 0.6  |     |     |     | 1.6 | 4.1 |
| 1964-65   | 24   | Cincinnati Royals      | NBA   | 79  |     | 17.4 | 2.8 | 6.5 | .438 |     |     |      | 1.8 | 2.5 | .738 |       |        | 4.2 | 1.1  |     |     |     | 2.6 | 7.5 |
| 1965-66   | 25   | TOTAL                  | NBA   | 59  |     | 10.2 | 1.4 | 3.3 | .420 |     |     |      | 0.7 | 1.5 | .443 |       |        | 3.3 | 0.3  |     |     |     | 1.4 | 3.4 |
| 1965-66   | 25   | Cincinnati Royals      | NBA   | 4   |     | 9.0  | 0.8 | 2.0 | .375 |     |     |      | 0.3 | 0.8 | .333 |       |        | 3.3 | 0.5  |     |     |     | 1.0 | 1.8 |
| 1965-66   | 25   | San Francisco Warriors | NBA   | 55  |     | 10.3 | 1.4 | 3.4 | .422 |     |     |      | 0.7 | 1.5 | .447 |       |        | 3.3 | 0.3  |     |     |     | 1.4 | 3.5 |
| 1966-67   | 26   | San Francisco Warriors | NBA   | 40  |     | 8.7  | 1.9 | 4.2 | .449 |     |     |      | 0.6 | 1.5 | .397 |       |        | 2.6 | 0.8  |     |     |     | 1.3 | 4.3 |
| 1967-68   | 27   | Seattle SuperSonics    | NBA   | 73  |     | 12.3 | 1.8 | 3.9 | .456 |     |     |      | 0.2 | 0.8 | .274 |       |        | 2.8 | 1.0  |     |     |     | 1.9 | 3.8 |
| 1968-69   | 28   | TOTAL                  | NBA   | 17  |     | 6.6  | 0.9 | 2.5 | .357 |     |     |      | 0.2 | 1.1 | .222 |       |        | 1.5 | 0.6  |     |     |     | 0.8 | 2.0 |
| 1968-69   | 28   | Boston Celtics         | NBA   | 7   |     | 6.1  | 1.0 | 2.7 | .368 |     |     |      | 0.0 | 0.9 | .000 |       |        | 2.0 | 0.6  |     |     |     | 0.9 | 2.0 |
| 1968-69   | 28   | Detroit Pistons        | NBA   | 10  |     | 7.0  | 0.8 | 2.3 | .348 |     |     |      | 0.4 | 1.2 | .333 |       |        | 1.1 | 0.7  |     |     |     | 0.8 | 2.0 |
| 1969-70   | 29   | Kentucky Colonels      | ABA   | 84  |     | 16.4 | 1.9 | 3.9 | .479 | 0.0 | 0.0 | .250 | 0.3 | 0.9 | .356 | 1.7   | 2.8    | 4.5 | 3.0  |     |     | 1.3 | 2.8 | 4.1 |
| Total     |      |                        | TOTAL | 453 |     | 12.3 | 1.8 | 4.1 | .433 | 0.0 | 0.0 | .250 | 0.7 | 1.3 | .529 | 1.7   | 2.8    | 3.3 | 1.2  |     |     | 1.3 | 1.9 | 4.3 |
|           |      |                        | NBA   | 369 |     | 11.4 | 1.8 | 4.2 | .423 |     |     |      | 0.8 | 1.4 | .553 |       |        | 3.0 | 0.8  |     |     |     | 1.7 | 4.3 |
|           |      |                        | ABA   | 84  |     | 16.4 | 1.9 | 3.9 | .479 | 0.0 | 0.0 | .250 | 0.3 | 0.9 | .356 | 1.7   | 2.8    | 4.5 | 3.0  |     |     | 1.3 | 2.8 | 4.1 |

### Playoffs
| Temporada | Edad | Equipo                 | Liga  | P  | MIN | TCA | TC | 3PA | 3P | TLA | TL | R.OF. | REB | ASIS | ROB | TAP | PER | FP | PTS | %TC  | %3P  | %FT  | MIN  | PTS | REB | AST |
| 1962-63   | 22   | Cincinnati Royals      | NBA   | 5  | 21  | 7   | 9  |     |    | 1   | 5  |       | 10  | 3    |     |     |     | 4  | 15  | .778 |      | .200 | 4.2  | 3.0 | 2.0 | 0.6 |
| 1963-64   | 23   | Cincinnati Royals      | NBA   | 2  | 10  | 3   | 6  |     |    | 0   | 0  |       | 4   | 1    |     |     |     | 2  | 6   | .500 |      |      | 5.0  | 3.0 | 2.0 | 0.5 |
| 1964-65   | 24   | Cincinnati Royals      | NBA   | 4  | 39  | 7   | 17 |     |    | 3   | 5  |       | 9   | 1    |     |     |     | 8  | 17  | .412 |      | .600 | 9.8  | 4.3 | 2.3 | 0.3 |
| 1966-67   | 26   | San Francisco Warriors | NBA   | 4  | 14  | 4   | 13 |     |    | 0   | 2  |       | 9   | 1    |     |     |     | 2  | 8   | .308 |      | .000 | 3.5  | 2.0 | 2.3 | 0.3 |
| 1969-70   | 29   | Kentucky Colonels      | ABA   | 12 | 211 | 18  | 43 | 0   | 1  | 1   | 7  |       | 61  | 39   |     |     | 14  | 45 | 37  | .419 | .000 | .143 | 17.6 | 3.1 | 5.1 | 3.3 |
| Total     |      |                        | TOTAL | 27 | 295 | 39  | 88 | 0   | 1  | 5   | 19 |       | 93  | 45   |     |     | 14  | 61 | 83  | .443 | .000 | .263 | 10.9 | 3.1 | 3.4 | 1.7 |
|           |      |                        | NBA   | 15 | 84  | 21  | 45 |     |    | 4   | 12 |       | 32  | 6    |     |     |     | 16 | 46  | .467 |      | .333 | 5.6  | 3.1 | 2.1 | 0.4 |
|           |      |                        | ABA   | 12 | 211 | 18  | 43 | 0   | 1  | 1   | 7  |       | 61  | 39   |     |     | 14  | 45 | 37  | .419 | .000 | .143 | 17.6 | 3.1 | 5.1 | 3.3 |